# Aston Martin AMR-One
Vous lisez un « article de qualité » labellisé en 2017.
Cet article concerne la voiture de 2011. Pour le prototype de 1989, voir Aston Martin AMR1.
Chronologie des modèles (2011)
Lola B09/60-Aston Martin Aston Martin Valkyrie AMR-LMH
L’Aston Martin AMR-One est une voiture de course conçue et développée conjointement par le préparateur automobile Prodrive et l’écurie britannique Aston Martin Racing pour répondre au règlement des Le Mans Prototype (LMP) de l'Automobile Club de l'Ouest (ACO).
Elle est initialement inscrite en catégorie LMP1 pour participer à la saison 2011 du championnat Intercontinental Le Mans Cup. Après un premier forfait aux 12 Heures de Sebring, elle court les 6 Heures du Castellet, première manche des Le Mans Series où, malgré un weekend de course difficile, elle franchit la ligne d'arrivée non classée. Au mois de mai, l'écurie britannique préfère déclarer forfait pour les 1 000 kilomètres de Spa et se concentrer sur la préparation des 24 Heures du Mans. Mais durant les différentes séances d'essais, les deux châssis britanniques se montrent incapables d'enchaîner les longs relais sans rencontrer de problèmes liés au moteur. En course, les deux AMR-One ne bouclent que deux et quatre tours avant d'abandonner. À la suite de ce dernier acte, les dirigeants d'Aston Martin Racing préfèrent engager la Lola B09/60-Aston Martin pour les manches restantes de l'Intercontinental Le Mans Cup.
L'année suivante, Aston Martin Racing se retire de la catégorie LMP1, abandonne définitivement le développement de l'AMR-One et se concentre sur la catégorie GTE au profit de l'Aston Martin V8 Vantage GTE. Néanmoins, le châssis de l'AMR-One connaît un second souffle avec l'écurie française Pescarolo Team qui l'utilise pour fabriquer sa Pescarolo 03, en vue de la saison 2012 du championnat du monde d'endurance FIA. L'entreprise DeltaWing Racing Cars l'utilise également pour la fabrication de la DeltaWing, un prototype innovant qui génère une très faible traînée aérodynamique. Elle est engagée dans le cadre du 56e stand aux 24 Heures du Mans 2012.

## Création du prototype

### Un prototype maison
L’Aston Martin AMR-One est conçue sur les bases du nouveau règlement de l’Automobile Club de l'Ouest,. Elle succède à la Lola B09/60-Aston Martin et s’inscrit dans l’objectif de pouvoir rivaliser avec les voitures diesel engagées par Audi Sport et Peugeot Sport.
Le développement du prototype commence à l’automne 2010 et se termine en février 2011 et, contrairement à l’ancien modèle dont le châssis était développé avec Lola, le nouveau prototype de la firme britannique est entièrement conçu par Aston Martin,. Le développement de la partie aérodynamique est dirigée par Marek Reichman, designer en chef d’Aston Martin, en coopération avec la société Totalsim,. Le moteur est quant à lui développé par Phil Morgan associé à Jason Hill, dirigeant la partie moteur chez Prodrive. Les deux hommes, en accord avec George Howard-Chappell et David Richards, font le choix audacieux d’un moteur six cylindres en ligne essence turbocompressé (un seul turbo) d’une cylindrée de 2 litres,,. Ce choix inhabituel d'architecture moteur pour une voiture de compétition provoque un grand étonnement de l’ensemble des acteurs de l’endurance. Pour Henri Pescarolo, propriétaire et créateur de Pescarolo Team, il est trop audacieux : « Je ne vais pas me mêler de ce qui ne me regarde pas mais on a quand même l’impression qu’ils ont opté pour des solutions techniques que nombre d’ingénieurs présents ici savent être de très mauvais choix ». Mais pour Georges Howard-Chappell, le choix d’un moteur turbocompressé est la meilleure solution : « Nous avons choisi de courir avec un moteur turbo six cylindres car nous croyons qu’il offre le meilleur potentiel pour ce qui est de la réglementation essence. Avec l’engagement de l’ACO pour équilibrer correctement les performances entre essences et diesels, nous espérons que les courses seront à chaque fois disputées et serrées dans la catégorie LMP1 »,. Selon Jason Hill, le moteur est démarré pour la première fois au mois de janvier et développe environ 540 chevaux, mais selon Howard-Chappell, la puissance du moteur ne dépasse pas les 500 ch.
L’aérodynamique de la voiture est étudiée à l’aide de logiciels de mécanique des fluides numérique. L’équipe de Prodrive utilise le nouveau logiciel PTC Creo, lancé à la fin de l’année 2010. Le module Stratasys Dimension Printer est utilisé pour concevoir le châssis, le moteur et les systèmes d’interface entre le pilote et la voiture. Une imprimante 3D est également utilisée pour différents tests, notamment l’écoulement du flux d’air.
Aston Martin prévoit l’engagement de l’AMR-One en compétition sur une durée de trois ans. Le partenariat avec le pétrolier américain Gulf en cours depuis 2008 est renouvelé jusqu'à la fin de l’année 2012. En conséquence, l’Aston Martin AMR-One arbore donc une livrée aux couleurs du pétrolier,.

### Aspects techniques
Fondée sur la nouvelle réglementation de l’ACO qui entre en vigueur à partir de 2011, l’Aston Martin AMR-One présente de nombreuses différences avec sa devancière, comme le choix d’un cockpit ouvert destiné à gagner du temps dans les arrêts aux stands lors du changement de pilote. Le pilote peut, en outre, enlever lui-même les films de protection transparents sur son casque (tear off) alors que cette manœuvre est impossible lorsque la voiture est munie d’un pare-brise.
L’Aston Martin AMR-One est propulsée par un moteur essence 6 cylindres en ligne turbocompressé (un seul turbo) d’une cylindrée de 2 litres. Il est conçu sur l’idée du downsizing et est doté d’une injection directe,. Une armature en acier est ajoutée sur le moteur à l’arrière de la voiture pour augmenter la rigidité de l’ensemble châssis-moteur. Le six cylindres, d’un faible encombrement, est pensé dans l’optique d’améliorer le flux aérodynamique de la voiture. Enfin, il également est muni d'une bride d'admission d'air de 42,9 millimètres de diamètre.
La voiture est pourvue d’une direction assistée à crémaillère. Les pneumatiques Michelin, dont les dimensions sont de 36 mm par 71 mm × 18 po à l’avant et de 37 mm par 71 mm × 18 po à l’arrière, sont montés sur des jantes forgées en magnésium (TWS). Les disques, plaquettes et étriers qui composent le systèmes de freinage sont en fibre de carbone.
En ce qui concerne l'aérodynamique, on observe une grande prise d'air partiellement visible près des feux avant. Elle alimente majoritairement l'un des radiateurs. Ces derniers sont couchés et positionnés hauts. La prise d'air est aussi destinée dans une moindre proportion au refroidissement des freins. Devant le cockpit, une deuxième prise d'air est présente pour alimenter les radiateurs. En effet, l'échangeur de chaleur du turbocompresseur a une grande influence sur le « bilan thermique » du prototype.
En plus de ces deux prises d'air, une autre est positionnée sous le splitter de la voiture. Elle se décompose en deux parties. La première, située latéralement, conduit l'air débouchant en bas des flancs du prototype et a plutôt un rôle de charge aérodynamique, tandis que la seconde, située au centre du véhicule, se sépare en passant sous les radiateurs (dont le positionnement haut est justifié) des deux côtés de la voiture. L'air arrive ensuite sur les bords de fuite du diffuseur arrière, cette seconde partie jouant le rôle d'intrados et d'extrados (représenté par le diffuseur).

### Choix des pilotes
Le Suisse Harold Primat qui compte sept participations aux 24 Heures du Mans, Adrián Fernández (trois participations) et Stefan Mücke (quatre participations, également champion des Le Mans Series 2009 avec Aston Martin Racing) rempilent. Les trois pilotes, dont Mücke a le plus d’ancienneté chez Aston Martin (neuvième en 2008, du temps du partenariat avec Charouz Racing System), ne sont pas convaincus par leur nouvelle monture qui leur semble trop sophistiquée, malgré les dires des différents dirigeants d’Aston Martin Racing et de Prodrive. En effet, les trois pensionnaires et habituels pilotes Aston Martin avaient terminé sixième à bord de la Lola B09/60 mue par l’ancien moteur V12 qui leur parait nettement plus performant et fiable par rapport au nouveau moteur à cylindres en ligne.
Quatrième au Mans l’année précédente sur Oreca 01, Andy Meyrick a convaincu la firme britannique et pilote donc la voiture no 009 en compagnie de Primat et Fernández aux 24 Heures du Mans. Mücke est redirigé vers le baquet de la no 007. Il est rejoint par Christian Klien qui, séduit par la nouvelle voiture du constructeur britannique, a refusé une place de suppléant chez Peugeot Sport avec qui il a disputé les 24 Heures du Mans 2008 (troisième) et 2009 (sixième) : « Après avoir disputé trois courses de Formule 1 en 2010, je souhaitais continuer à courir avec un team qui me procure une stabilité, au top niveau de l’endurance. J’ai décidé que la meilleure opportunité de me donner un but et de reprendre mon indépendance était de courir les 24 Heures du Mans et quelques autres avec Aston Martin Racing en LMP1 en tant que pilote d’usine à part entière. Lors de ma première visité à Aston Martin Racing, j’ai été immédiatement impressionné, ressentant l’esprit et la passion de leur association de longue date avec Le Mans, comme anciens vainqueurs en GT1 des 24 Heures. J’ai hâte de courir pour un team qui est bien en place et qui est internationalement reconnu grâce à son palmarès en course ». Pour Chappell, le choix est logique : « Christian Klien apporte beaucoup de talent au team avec son passé en Formule 1 ainsi qu’au Mans en particulier. Je pense qu’il sera un magnifique équipier et je suis certain qu’il va être un apport fantastique pour Aston Martin Racing pour notre première année avec l’AMR-One ». Enfin, Darren Turner, pilote Aston Martin Racing depuis 2005 et Prodrive depuis 2003 est le plus ancien des six retenus pour la saison 2011. Il a notamment remporté la catégorie GT1 en 2008 à bord de la DBR9 et participé à de nombreuses courses des championnats American Le Mans Series, Le Mans Endurance Series et championnat du monde FIA GT1 pour la firme anglaise,.

### Premiers tours de piste et forfait aux 12 Heures de Sebring
Début mars, alors que Darren Turner, Stefan Mücke et Adrián Fernández sont confirmés depuis février pour les 12 Heures de Sebring,, les dirigeants d’Aston Martin Racing annoncent que l’AMR-One effectuera ses débuts en compétition dans le cadre des 6 Heures du Castellet et qu’elle ne sera pas prête pour Sebring,. Le britannique Andy Meyrick, s’exprime à propos de ce forfait : « Nous avons choisi de passer plus de temps à développer l’auto en essais et faire l’impasse sur Sebring. L’équipe travaille avec acharnement pour que l’auto soit prête le plus tôt possible. Tout est nouveau : le châssis, le moteur et tout ce qui va avec. Tout va être mis en œuvre pour que nous ayons les meilleures chances possibles de bien figurer en Intercontinental Le Mans Cup, d’où l’impasse sur Sebring ».
Le 1er mars, une photo de l'avant de la voiture est dévoilée. Le lendemain, Aston Martin fait la présentation officielle de la voiture. Darren Turner s’exprime à propos de sa nouvelle monture : « C’est excitant de voir qu’Aston Martin Racing a été en mesure de concevoir une auto de fond en comble pour s’adapter à la nouvelle réglementation,,,. » Après des essais effectués sur les circuits de Snetterton et de Dijon-Prenois, George Howard-Chappell précise que les pilotes apprécient la voiture : « Le retour des pilotes sur les premiers essais de l’auto est satisfaisant. La course du Paul Ricard HTTT sera pour nous un premier vrai test et nous voulons apprendre un maximum de choses sur cette nouvelle auto. C’est pour nous le départ d’un programme de deux ans et nous souhaitons être compétitifs le plus vite possible ». Le public peut voir le prototype pour la première fois lors du Goodwood Festival of Speed Press Day où il est piloté par Darren Turner. En mars, l’AMR-One continue ses essais sur le circuit d’essais de Fen End. Des séances de roulage ont également eut lieu sur les circuits de Dijon-Prenois et de Snetterton.

## Histoire en compétition

### Débuts en compétition compliqués aux 6 Heures du Castellet

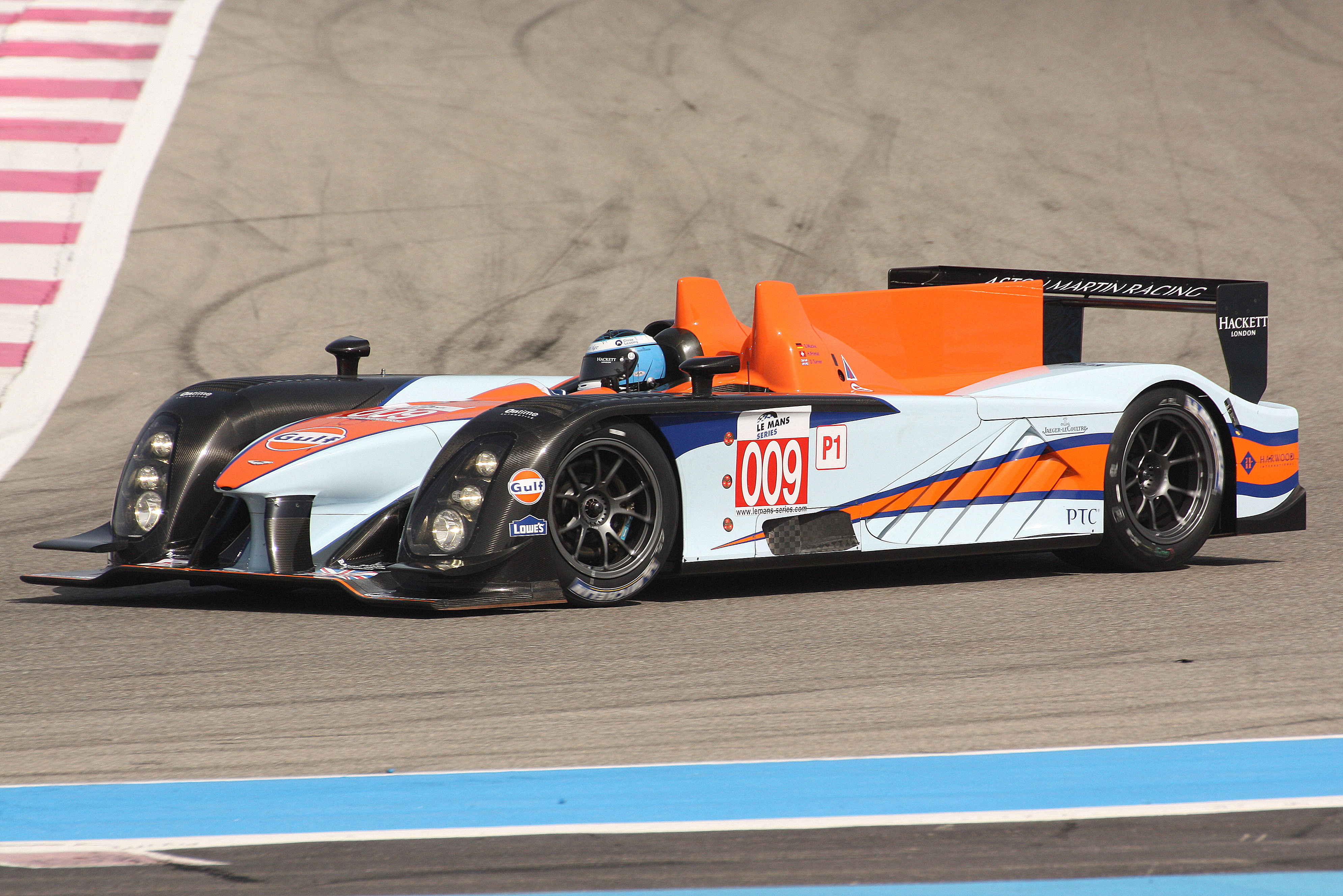
Accablée pas des soucis de jeunesse, l'Aston Martin AMR-One termine non classée aux 6 Heures du Castellet.

Au Castellet, Prodrive est, semble-t-il, déjà en retard. Lors de la première séance, l'auto ne roule pas car elle est encore en cours de montage dans son stand,,. Lors de la deuxième séance, l'Aston Martin boucle un seul tour de piste,, une durite d'essence étant semble t-il mal attachée, alors que des flammes s'échappent de la voiture. Un nouveau moteur en provenance d'Angleterre arrive ainsi par avion pour la dernière séance du samedi. Le lendemain, lors de la troisième séance, l'auto effectue vingt-deux tours de piste dont vingt chronométrés. Son meilleur temps est de 1 min 53 s 399, ce qui lui vaut une onzième place au classement général et une cinquième place parmi les LMP1, soit la dernière position de sa catégorie,,. Le samedi, lors des qualifications, Stefan Mücke réalise un temps de 1 min 52 s 267 et obtient la onzième place du classement général, à plus de cinq secondes de la pole position,,.
Le lendemain, Darren Turner prend le départ. Après cinq tours, il est huitième mais commence à perdre des places et se retrouve seizième après quinze minutes, lorsqu'il se fait dépasser par Jonny Kane qui pilote la HPD ARX-01d du Strakka Racing engagée en catégorie LMP2,. Dans la deuxième heure, l'Aston Martin no 007, alors en dixième position, est contrainte de s’arrêter aux stands et est poussée au fond de son garage pour une intervention importante,. Finalement, après avoir passé un temps total de 2 h 46 à son stand (sept arrêts), l'auto franchit la ligne d'arrivée mais termine non classée pour ne pas avoir parcouru une distance suffisante.
La voiture rencontre de nombreux problèmes liés à plusieurs éléments du moteur à l'instar de la cartographie, des bougies et des bobines, empêchant le moteur de livrer sa puissance maximale. Selon ses dires, l'équipe en a profité pour développer la voiture et tester différents réglages et configurations. À l'arrivée, George Howard-Chappell s'exprime : « Ce weekend a amené des progrès notables à notre programme de développement. Nous avons pu faire des essais en conditions de course, avec une meilleure compréhension de la façon dont la voiture se comporte dans le trafic, sur la bonne trajectoire et en dehors de celle-ci. Nous avons résolu des problèmes de jeunesse inévitables et nous avons commencé à nous concentrer sur les caractéristiques dynamiques de la voiture. Je veux insister sur le fait que nous ne sommes qu’au début du processus de développement ; nous rentrons maintenant à la maison pour continuer notre préparation pour la Journée Test du Mans en fin de mois ». Darren Turner, satisfait de sa première partie de course, s'exprime à son tour : « Nous avons fait quelques progrès intéressants ce week-end et la voiture a évolué de manière significative au cours de chaque séance, alors que nous connaissons la voiture de plus en plus. Nous avons connu une bonne heure et demie en début de course et ensuite nous avons dû régler quelques petits problèmes, toute la journée a été comme ça - c’est comme une séance d’essais de six heures. D'une manière générale, la voiture paraît bien, nous allons aller de l’avant grâce à ce que nous avons appris aujourd’hui ». Harold Primat ajoute : « On a fait des kilomètres. On en profite pour faire des essais sur le moteur. Pour l'instant ça ne marche pas, mais bon, on a vu les limites. Il faut bosser d'ici Spa, il y aura un grand bond en avant ».

### Nouveau forfait à Spa et abandons dès les premiers tours de course aux 24 Heures du Mans

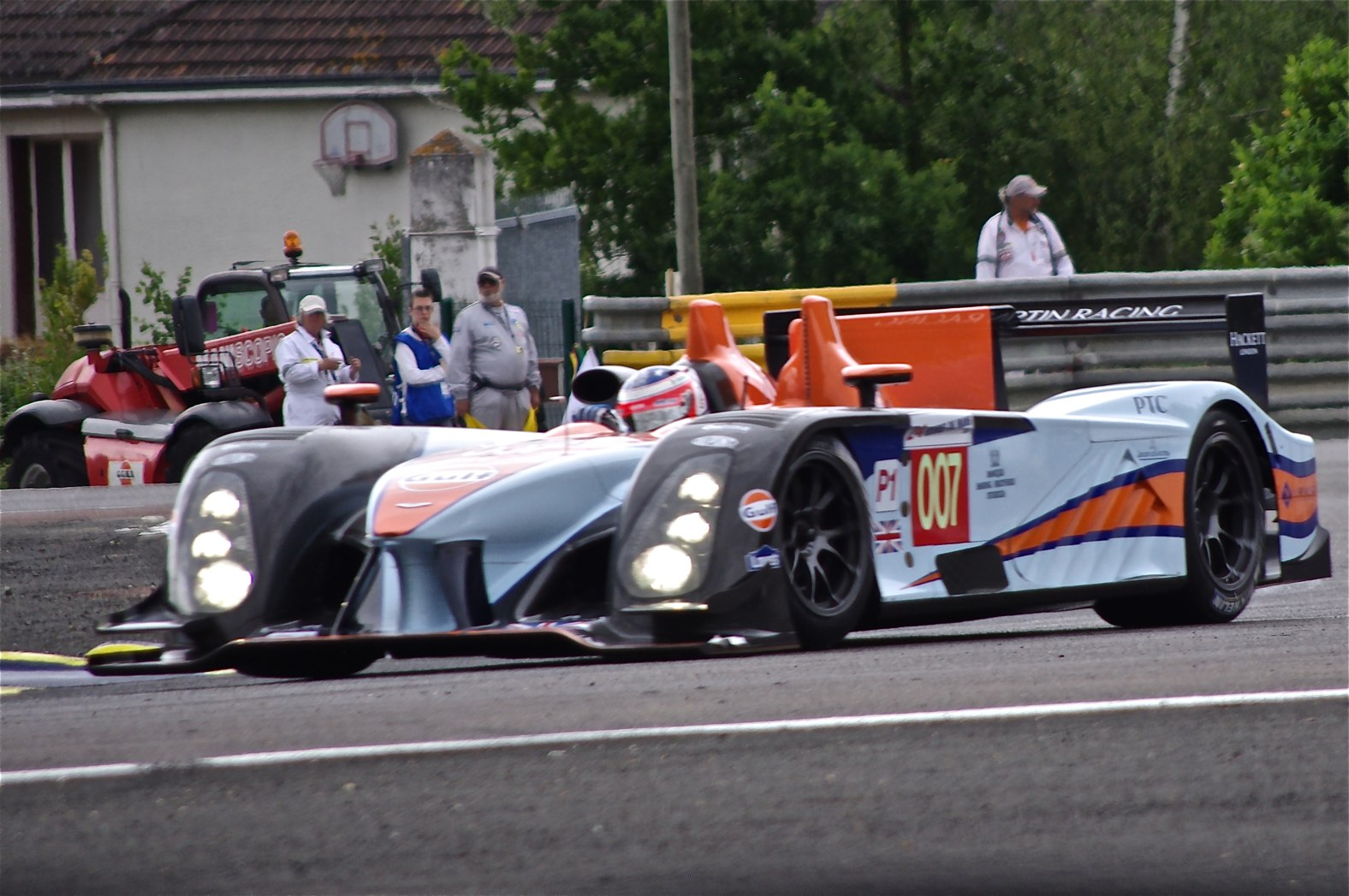
En course, l'Aston Martin AMR-One no 007 (ici en essais libres) ne boucle que quatre tours avant de rencontrer des problèmes moteur.

Le 10 février 2011, la liste des engagés pour les 24 Heures du Mans est dévoilée. Stefan Mücke, confirmé sur la no 007 et Harold Primat sur la no 009, sont les seuls pilotes titularisés pour le moment,,. En mars, les noms des six pilotes qui en découdront aux 24 Heures du Mans sont connus. Les deux autos participent à la « journée test » du 24 avril. Cette dernière est une journée d'essais officiels organisée sur le circuit des 24 Heures répartie en deux séances de quatre heures. La première séance a lieu entre 9 h et 13 h, la seconde de 14 h à 18 h,,. La veille de la journée du 24 avril, Aston Martin Racing est présent sur le circuit sarthois mais si la voiture no 009 est assemblée, la no 007 ne l'est pas encore. Le lendemain, sur la no 007, Darren Turner ne parcourt que six tours de piste, le meilleur bouclé en 3 min 51 s 568. Christian Klien effectue un tour de plus à bord de la même auto. La no 009, avec Harold Primat à son volant, ne parvient à faire que deux tours,. Officiellement, l'AMR-One ne boucle que douze tours de piste seulement. Si la no 007 accroche la vingt-cinquième place du classement général, la no 009 ne réalise aucun temps. Le moteur n'aurait pas délivré une puissance supérieure à 300 ch. Des problèmes liés à un dépôt de plasma sur le revêtement des cylindres serait en cause,.
Fin avril, environ une semaine avant la troisième manche de l'Intercontinental Le Mans Cup qui a lieu à Spa, la décision est prise de faire l'impasse sur cette épreuve. Pour David Richards, le président de l'écurie britannique, l'AMR-One ne serait pas prête : « Nous pourrions aller à Spa pour les 1000 kilomètres en mai mais cette épreuve nous imposerait un agenda ne nous permettant pas de terminer ce que nous devons faire. Nous devons achever nos essais à notre propre rythme, cela comprenant des tests moteur, d’aérodynamique et des essais d’endurance »,.
Peu avant le début de la semaine des 24 Heures du Mans, l'Aston Martin AMR-One effectue plusieurs séances d'essais sur les circuits de Motorland Aragon et de Monza,. Le 4 juin, la liste des engagés pour les 6 Heures d'Imola est dévoilée et une seule Aston Martin AMR-One y figure, sans qu'aucun pilote ne soit officialisé. Le lendemain, Aston Martin Racing se présente aux vérifications techniques et administratives. Les deux châssis sont inspectés : à 16 h 10 pour la no 007 et à 16 h 20 pour la no 009. Ces vérifications durent environ une demi-heure pour chacune,. Si les Aston Martin sont présentes, elles ne sont pas assemblées dans leur totalité. Certains éléments de carrosserie sont manquants et le pot d'échappement de la no 009 n'est pas encore monté, de quoi avoir des craintes quant au sérieux de leur préparation pour la classique mancelle. Avant le début de la course, George Howard-Chappell est confiant malgré les retards de développement qui s'accumulent : « Le temps n’a pas été notre allié pour être présent au Mans mais nous avons fait d’importants progrès depuis notre première sortie au Paul Ricard HTTT en avril. Nous avons récemment effectué un test à Monza où le moteur a montré une belle fiabilité. Nos pilotes ont souligné le côté positif de l’auto. Nous ne pousserons pas les autos à leur potentiel maximum ce weekend car nous avons besoin d’y aller petit à petit. Il s’agit d’un programme de trois ans et nous n’en sommes qu’encore au premier stade de la naissance de la voiture. Ce serait bien d’avoir la fiabilité. Pour les performances nous verrons plus tard ».

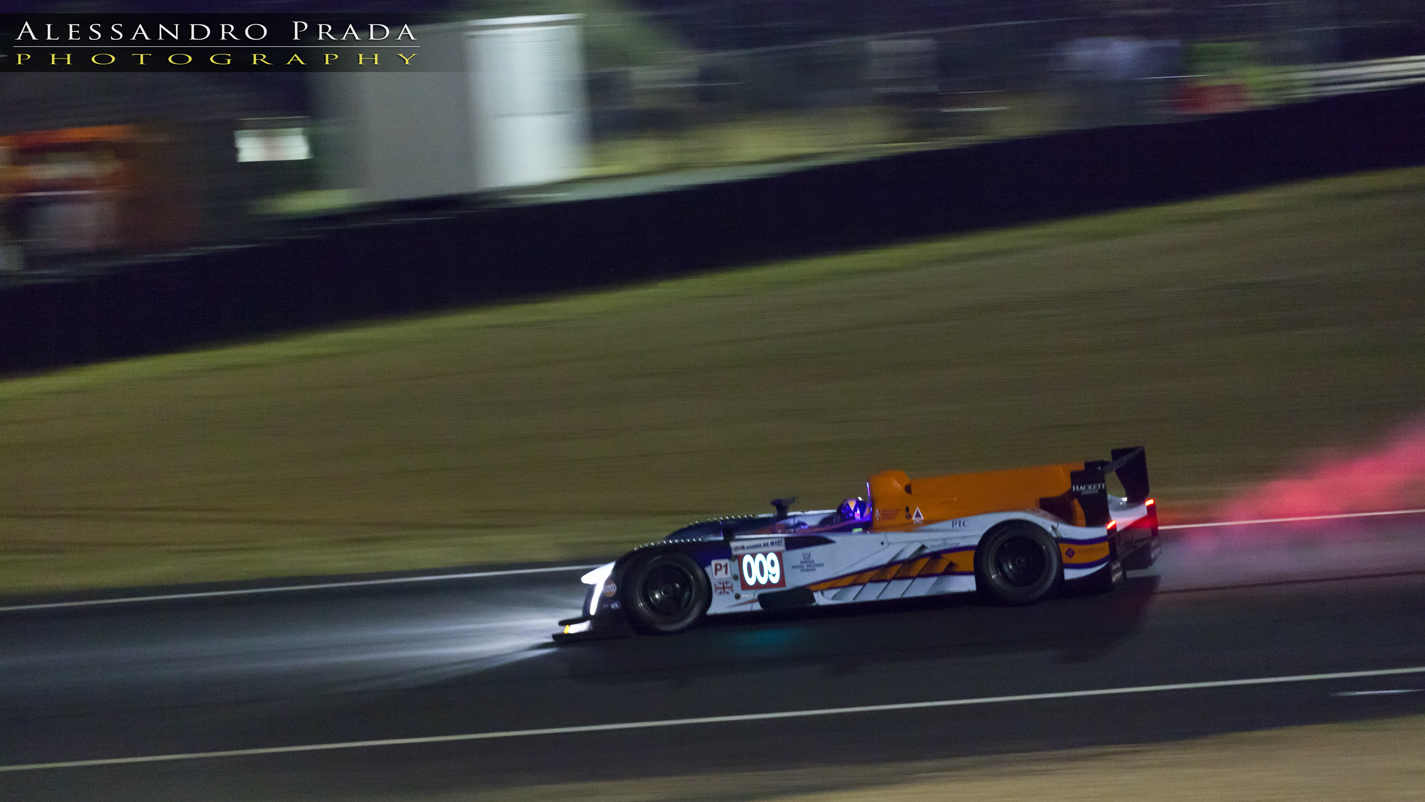
En qualification, les Aston Martin sont reléguées à plus de vingt secondes de la pole position.

Le 8 juin, lors des essais libres, la no 007, aux mains de Darren Turner, se classe vingt-et-unième au classement général. La no 009, avec à son bord Andy Meyrick, se classe vingt-quatrième. Les châssis se retrouvent au milieu du peloton des LMP2,. Le lendemain, lors de la première séance de qualification, avec les mêmes pilotes à leur bord, la no 009 et la no 007 se classent respectivement en vingt-sixième et vingt-septième position du général. Malgré des performances en deçà de la concurrence et un changement de moteur (sur la no 009), les Aston Martin bouclent, à elles deux, quinze tours de piste,. En deuxième séance, les AMR-One no 007 et no 009 se qualifient respectivement en vingt-et-unième et vingt-deuxième position. Avec un temps de 3 min 46 s 450, Stefan Mücke est le plus rapide. Quant à Meyrick, sur la no 009, il boucle un tour en 3 min 48 s 355 qu'il n'est pas en mesure d'améliorer. Relégué à trente secondes de la tête en première séance, les deux autos réduisent leur retard à vingt secondes,. En troisième séance, Mücke améliore son tour en 3 min 45 s 918,. Finalement, les deux AMR-One partent en vingt-deuxième (no 007) et vingt-cinquième position (no 009) sur la grille, au milieu du peloton des LMP2. Seule l'Oreca 01 Swiss Hy Tech-Hybrid de Hope Racing est devancée par la no 007.
Au warm-up, les deux voitures bouclent quelques tours de piste.  La débâcle n'est pourtant pas évitée : à 15 h 11, lors de la course, Darren Turner à bord de la no 007 rencontrant même un problème de pompe à eau et effectue un tête à queue au niveau de la chicane PlayStation ; alors que Fernandez s'arrête sur la piste un peu plus loin dans les Hunaudières. À cause de problèmes de moteur récurrent, les deux AMR-One no 007 et no 009 ne font respectivement que quatre et deux tours,,. À 15 h 20, la no 007 rentre aux stands, tandis que la no 009 qui était parvenue à repartir est de nouveau contrainte de s'arrêter sur le circuit, Fernandez sort de la voiture et l'abandon des deux autos est signalé à la direction de course dans les cinq minutes qui suivent. D'après Aston Martin, la cause de l'abandon provient d'un problème au niveau des galets de transmission en aluminium de l'alternateur, qui auraient cédé. Les hommes de Prodrive les ont remplacés par des galets en acier, censés être plus résistants, mais ils ont malgré tout cédé,,.

### Abandon du développement de l’AMR-One et retour en piste de la Lola B09/60-Aston Martin

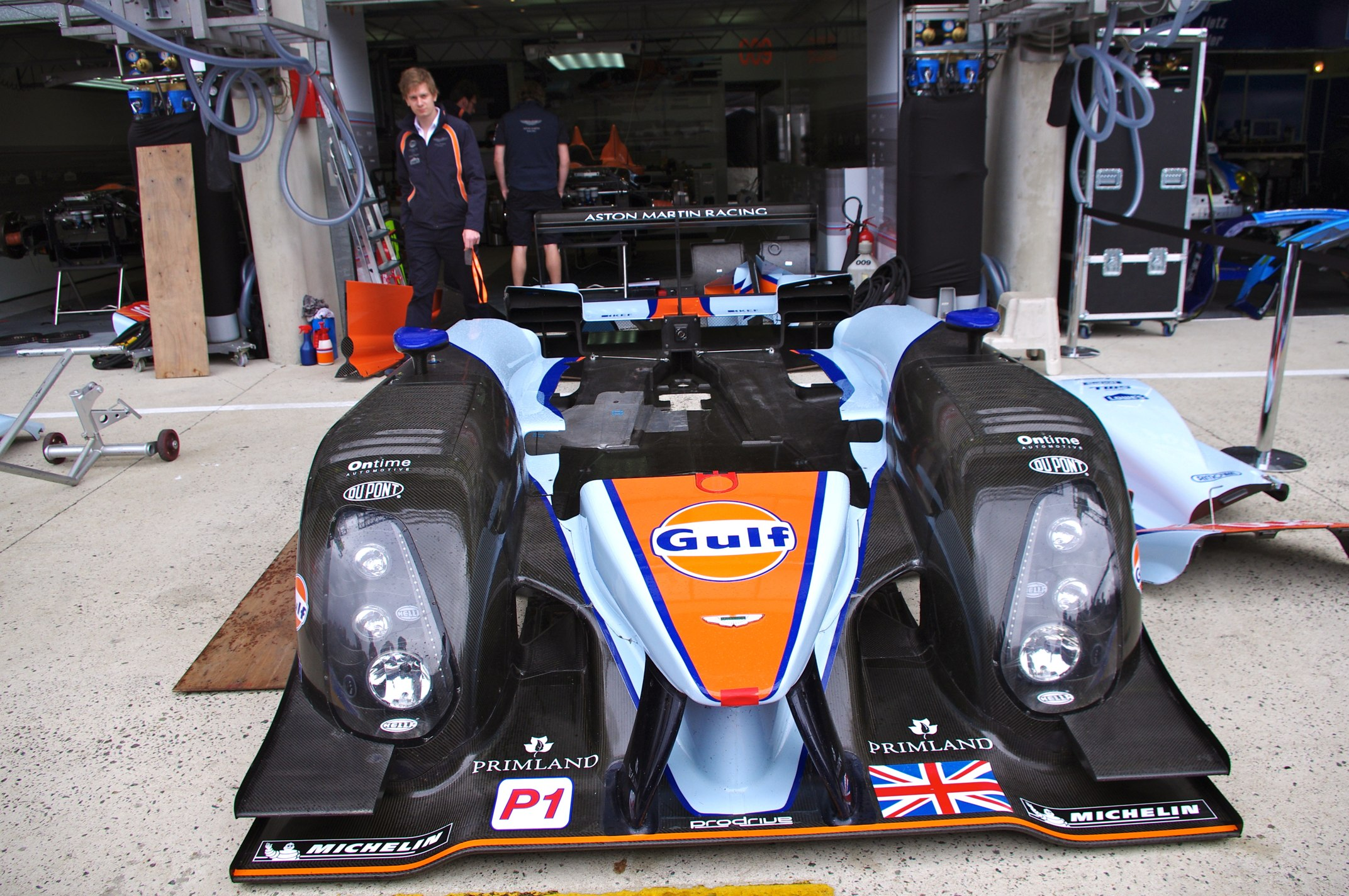
Aston Martin Racing abandonne le développement de l’AMR-One (ici partiellement démontée dans l’allée des stands du circuit des 24 Heures) au profit de l'Aston Martin V8 Vantage GT2.

Après la débâcle des 24 Heures du Mans, il est décidé que la voiture ne sera pas alignée à Imola. Fin juillet, alors que le développement de l’Aston Martin AMR-One n’est pas arrêté, Aston Martin Racing annonce que la voiture ne sera plus alignée dans les courses de la saison 2011 et est remplacée par la Lola B09/60-Aston Martin pour les trois dernières courses de l’Intercontinental Le Mans Cup, à savoir les 6 Heures de Silverstone, le Petit Le Mans et les 6 Heures de Zhuhai,,,. Il en va de même pour les manches de l’American Le Mans Series,,,.
Andy Meyrick trouve refuge sur l’Aston Martin V8 Vantage GT2 de Gulf Racing Middle East engagée à Silverstone. Au mois d’octobre 2011, des rumeurs selon lesquelles Aston Martin Racing abandonnerait définitivement le développement de l’AMR-One se font de plus en plus réelles. L’écurie britannique se concentrerait sur l’engagement d'Aston Martin V8 Vantage GT2 dans le nouveau championnat du monde d'endurance FIA.
À la mi-novembre, on apprend également qu'Aston Martin était en discussion avec Jota Sport pour aligner une AMR-One dans différents championnats pour les saisons 2012 et 2013. Sam Hancock, pilote et salarié de Jota Sport, s’explique sur l’abandon du projet : « Les plans de Jota pour revenir dans la catégorie LMP1 l’année prochaine avec l’AMR-One ont été annulés conjointement avec la décision d’Aston Martin Racing de retirer la voiture de la compétition et d’annuler son programme de développement. Malheureusement la voiture n’était ni compétitive ni fiable comme tout le monde l’espérait, aussi une étude a été entreprise pour évaluer le développement nécessaire pour y remédier et malheureusement le coût en était prohibitif. Évidemment, ceci change très nettement les choses pour Jota et beaucoup de discussions sont maintenant en course quant au nouveau programme. Vous aurez constaté que les plans d’AMR sont désormais concentrés sur la  catégorie GT et bien sûr Jota a été incluse dans ces discussions mais rien n’a encore été décidé ». Jota Sport se concentre finalement sur un programme prototype avec une Zytek Z11SN. En février, Aston Martin Racing confirme son engagement dans la catégorie GTE avec les Vantage,, le retard déjà accumulé pendant le développement étant trop difficile à rattraper,.

## Une seconde vie pour le prototype de Prodrive avec la Pescarolo 03 et la DeltaWing

### Réutilisation du prototype par la Pescarolo 03
En septembre 2011, Aston Martin devait avoir fabriqué six châssis de l'AMR-One, mais seulement trois ont, semble-t-il, été construits,. Celui dont Roald Goethe est propriétaire sert de base à la fabrication et à l'étude de la nouvelle Pescarolo 03,,. Selon Henri Pescarolo, la 03 sera une voiture très différente de l'AMR-One : « Elle ne ressemblera pas du tout à la Pescarolo 2011 et sera totalement différente de l’AMR-One dont elle ne reprendra aucun élément de carrosserie ». Si la boîte de vitesses est issue de l'AMR-One, le moteur de la Pescarolo est différent. Un moteur V8 Judd DB de 3,4 litres de cylindrée sera installé dans la voiture qui changera également de livrée pour passer aux couleurs spécifiques de l'écurie française. Le moteur étant différent, son implantation l'est également ; des entretoises (attaches moteur) différentes seront donc montées.

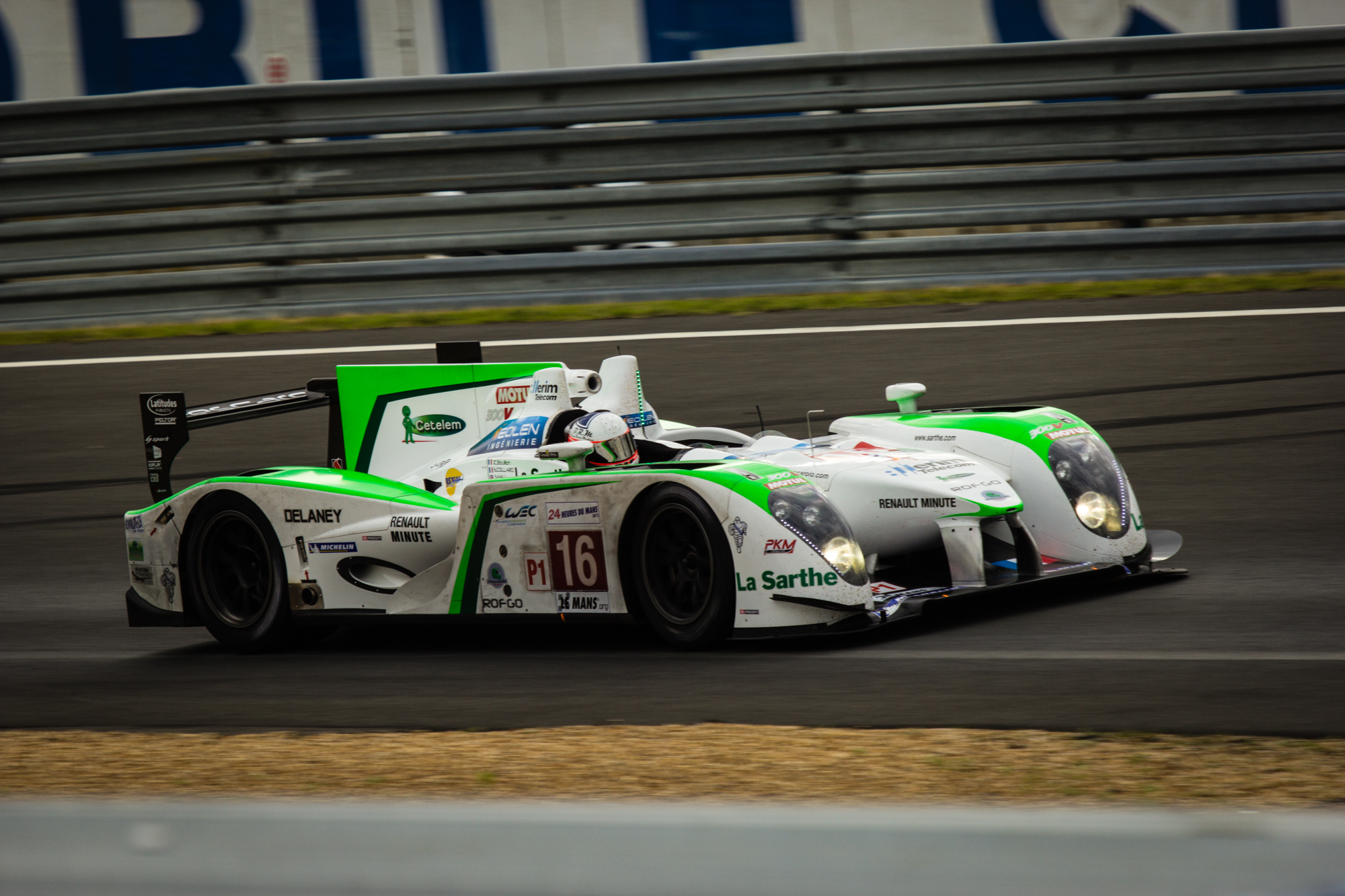
La Pescarolo 03 (ici lors des 24 Heures du Mans 2012) emprunte notamment le châssis et la boîte de vitesses de l'Aston Martin AMR-One.

Nicolas Perrin, concepteur en chef de la 03, s'exprime sur la volonté de créer un prototype reprenant les formes de la Pescarolo 01, tout en gardant certaines similitudes avec l'AMR-One, notamment au niveau du nez : « La coque a une énorme influence sur l’aérodynamique. C’est tout de même un gros morceau au milieu de la voiture… Mais j’avais déjà dans l’idée de faire ce nez un peu haut. […] En fait, nous avons décidé de conserver l’ensemble fond plat-diffuseur de l’Aston puisque c’est une portion de la voiture qui est très réglementée et sur laquelle on ne peut faire quasiment aucun développement. De plus, la pièce d’origine était plutôt bonne donc nous n’avions pas de raison de la remettre en cause. Du coup, naturellement, nous avons un petit air de famille avec l’Aston même si nos capots et pontons sont totalement nouveaux. […] Je dirais tout de même que le concept aérodynamique global est complètement différent, totalement revu ». Il s'exprime également sur les modifications que l'équipe a été amenée à entreprendre : « La boîte de vitesses basée sur une X-Trac a été conservée ainsi que les suspensions avant et arrière à deux nuances près. Nous avons modifié les points d’ancrage arrière car nous voulions une épure de suspension différente. À l’avant, nous avons simplement modifié la section d’un triangle pour des raisons aérodynamiques. Il nous a fallu tout d’abord intégrer le moteur Judd, tous ses systèmes auxiliaires et cela a constitué une grosse partie du travail. Il a également fallu adapter la boîte de vitesses à ce moteur. Je suis assez content de notre résultat final car bien que la voiture n’ait pas été prévue au départ pour ce moteur, nous avons réussi à mettre en place un ensemble cohérent au niveau du groupe moto-propulseur et de l’ensemble aérodynamique ».
Pescarolo Team est propriétaire de deux autres coques d'Aston Martin AMR-One ; l'une d'entre elles était détenue précédemment par Roald Goethe, collectionneur de voitures de course, notamment celles dotées d'une livrée aux couleurs de Gulf.

### Réutilisation du prototype par la DeltaWing

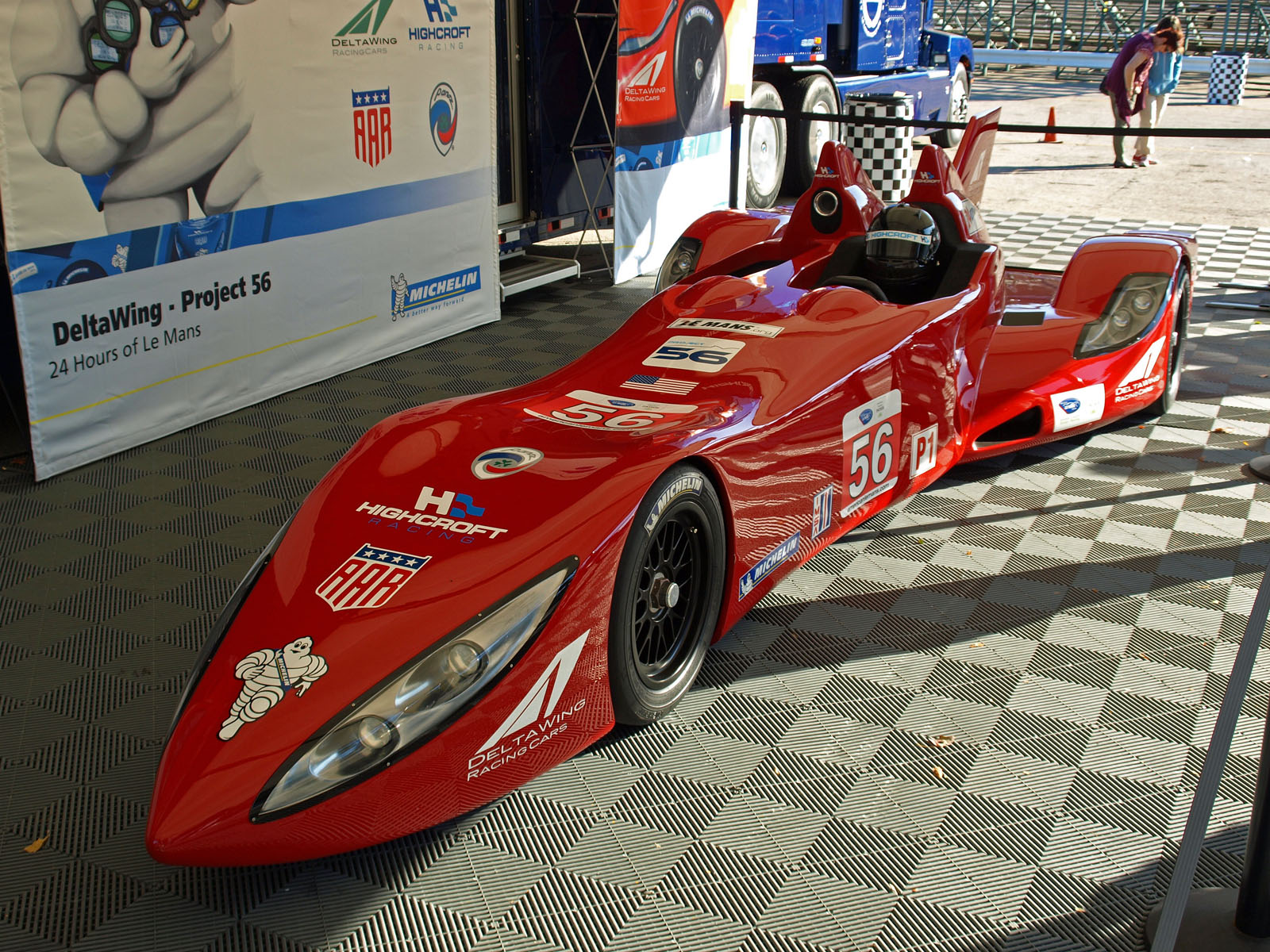
La DeltaWing emprunte notamment un châssis modifié de l'Aston Martin AMR-One.

Deux châssis de l'AMR-One sont vendus à DeltaWing Racing Cars, écurie sélectionnée pour occuper le cinquante-sixième stand des 24 Heures du Mans 2012. L'écurie américaine utilise le châssis de l'AMR-One pour concevoir un prototype innovant, doté d'une faible traînée aérodynamique : la DeltaWing,,,,,.
Aux 24 Heures du Mans, la DeltaWing boucle soixante-quinze tours de piste avant d’être accrochée par Kazuki Nakajima qui pilote la Toyota TS030 Hybrid no 7. Les dégâts étant trop importants, la voiture abandonne après avoir parcouru 1 005 kilomètres,. En octobre, la voiture participe au Petit Le Mans et se classe cinquième.
La DeltaWing sera engagée en compétition jusqu'en 2016 avec la version DWC13 dans les différents championnats organisés par l'International Motor Sports Association avec pour meilleur résultat une quatrième place au Petit Le Mans 2014.

## Épilogue

### Des choix techniques contestés
Si l'Aston Martin AMR-One n'a pas brillé par ses résultats en compétition, c'est parce que son développement accumulait un retard important : la conception du moteur n'a été démarré que fin janvier, début février. S'ajoute à cela des choix techniques surprenants. Le cockpit ouvert a fait parler de lui : ce choix a intrigué plusieurs observateurs. En effet, Peugeot et Audi ayant opté pour un cockpit fermé, les acteurs de l'endurance ne comprennent pas pourquoi Aston Martin et Prodrive ne se sont pas tournés vers ces nouvelles tendances aérodynamiques réglementaires, qui visent à réduire la traînée aérodynamique et par conséquent à réduire la consommation de carburant,,,.
Le choix du moteur, bien que surprenant, est soutenu par plusieurs arguments comme le laisse entendre George Howard-Chappell : « Il n'est pas question pour Aston Martin d'équiper une voiture d'un moteur diesel, qu'elle soit de série ou de course. Aussi, il nous fallait trouver autre chose. Comme sur ce type de voiture il n'y a pas de problème de dimensions pour la longueur, nous nous sommes orientés vers un six cylindres en ligne. En effet, les six cylindres en ligne sont des moteurs naturellement équilibrés, et limitent les contraintes par cylindre ». Pour Patrick Martinoli, ce choix pourrait être marketing, l'envie de vouloir renouer avec la même architecture moteur que celle utilisée par l'unique Aston Martin (la DBR1) ayant remporté les 24 Heures du Mans en 1959 pourrait avoir motivé ce choix. Mais ce dernier peut être aussi d'ordre technique, car comme le moteur est doté d'une faible hauteur, il peut être supercarré, c'est-à-dire que l'alésage du cylindre est plus grand que la course du piston. Cet aspect limite l'inertie et a la particularité de permettre au moteur de monter en régime plus facilement. En outre, le moteur est possiblement semi-porteur puisque de nombreux éléments tubulaires viennent rigidifier l'ensemble, notamment sur le côté droit.

### Réapparition des châssis
Le 2 août 2013, le châssis numéroté 001, piloté par Darren Turner, Stefan Mücke et Christian Klien aux 24 Heures du Mans 2011, est engagé dans le cadre du Shelsley Walsh Hill Climb par l'écurie Generation AMR.

## Résultats en compétition

### Résultats détaillés
| Numéro | Pilotes                                  | Nombre de tours effectués | Meilleur tour                | Temps de course total | Nombre d’arrêts | Temps d'arrêt | Meilleure vitesse de pointe | Résultat                                      |
| ------ | ---------------------------------------- | ------------------------- | ---------------------------- | --------------------- | --------------- | ------------- | --------------------------- | --------------------------------------------- |
| 009    | Stefan Mücke Harold Primat Darren Turner | 96                        | 1 min 52 s 454 (au 91e tour) | 6 h 1 min 1 s 393     | 7               | 2 h 46        | 279,1 km/h (en course)      | non classée (distance parcourue insuffisante) |

| Numéro | Pilotes                                     | Nombre de tours effectués | Meilleur tour               | Temps de course total | Nombre d’arrêts | Temps d'arrêt       | Meilleure vitesse de pointe   | Résultat         |
| ------ | ------------------------------------------- | ------------------------- | --------------------------- | --------------------- | --------------- | ------------------- | ----------------------------- | ---------------- |
| 007    | Stefan Mücke Darren Turner Christian Klien  | 4                         | 3 min 48 s 099 (au 2e tour) | 3 h 12 min 39 s 446   | 2               | 2 h 48 min 39 s 883 | 291,1 km/h (en qualification) | abandon (moteur) |
| 009    | Harold Primat Andy Meyrick Adrián Fernández | 2                         | 3 min 51 s 783 (au 2e tour) | 7 min 56 s 424        | 0               | n/a                 | 288 km/h (en course)          | abandon (moteur) |

### Résultats synthétiques

#### Résultats en Le Mans Series
| Saison | Écurie              | Moteur                                 | Pneus    | Numéro | Courses | Courses | Courses | Courses | Courses | Points inscrits | Classement |
| Saison | Écurie              | Moteur                                 | Pneus    | Numéro | 1       | 2       | 3       | 4       | 5       | Points inscrits | Classement |
| ------ | ------------------- | -------------------------------------- | -------- | ------ | ------- | ------- | ------- | ------- | ------- | --------------- | ---------- |
| 2011   | Aston Martin Racing | Aston Martin 6 en ligne turbocompressé | Michelin |        | CAS     | SPA     | IMO     | SIL     | EST     |                 |            |
| 2011   | Aston Martin Racing | Aston Martin 6 en ligne turbocompressé | Michelin | 009    | Nc      |         |         |         |         | 0               | Non classé |

#### Résultats en Intercontinental Le Mans Cup
| Saison | Écurie              | Moteur                                 | Pneus    | Numéros | Courses | Courses | Courses | Courses | Courses | Courses | Courses | Points inscrits | Classement |
| Saison | Écurie              | Moteur                                 | Pneus    | Numéros | 1       | 2       | 3       | 4       | 5       | 6       | 7       | Points inscrits | Classement |
| ------ | ------------------- | -------------------------------------- | -------- | ------- | ------- | ------- | ------- | ------- | ------- | ------- | ------- | --------------- | ---------- |
| 2011   | Aston Martin Racing | Aston Martin 6 en ligne turbocompressé | Michelin |         | SEB     | SPA     | LMS     | IMO     | SIL     | PLM     | ZHU     |                 |            |
| 2011   | Aston Martin Racing | Aston Martin 6 en ligne turbocompressé | Michelin | 007     | Forf.   | Forf.   | Abd.    |         |         |         |         | 0               | Non classé |
| 2011   | Aston Martin Racing | Aston Martin 6 en ligne turbocompressé | Michelin | 009     | Forf.   | Forf.   | Abd.    |         |         |         |         | 0               | Non classé |

Légende : ici

### Note
1. ↑  Le cinquante-sixième stand, également appelé garage 56, est un stand créé en 2010 et utilisé à partir de 2012 dans le cadre de l'engagement d'une voiture de compétition innovante (propulsion électrique, hybride, voiture à faible traînée aérodynamique, utilisation de bio-carburants...).